# هونگ اون هی
هونگ اون هی (کره‌ای: 홍은희؛ زادهٔ ۱۷ فوریه ۱۹۸۹) بازیگر اهل کره جنوبی است. او به خاطر بازی در مجموعه‌های تلویزیونی تاجر پوسان و رؤیای فرمانروای بزرگ شناخته می‌شود.